# Masato Hashimoto
Masato Hashimoto (japanisch 橋本 真人 Hashimoto Masato; * 12. Oktober 1989 in Ichikawa) ist ein japanischer Fußballspieler.

## Karriere
Hashimoto erlernte das Fußballspielen in der Schulmannschaft der Funabashi High School. Seinen ersten Vertrag unterschrieb er 2008 bei den Urawa Reds, die in der höchsten Liga des Landes, der J1 League, spielten. In der Saison 2010 spielte er auf Leihbasis beim Zweitligisten Tochigi SC. Zur Saison 2011 wechselte er zum Drittligisten V-Varen Nagasaki, verließ diesen jedoch danach und spielte ab der Saison 2012 beim SC Sagamihara. Nach 2 Spielzeiten wechselte er zur Saison 2014 zum Drittligisten Grulla Morioka, für den er 13 Ligaspiele absolvierte. Seit der 2016 spielt er bei Saurcos Fukui (heute: Fukui United FC). Seit dem 1. Februar 2023 ist er vereinslos.